# SCRAMBLE LOVERS
《SCRAMBLE LOVERS》是由Aries於2014年6月27日發售的戀愛冒險類型的成人遊戲，後來由發售Android、iOS版。

## 故事
葵慎悟所居住的公寓大樓來了四位新居民，分別是出雲櫻子、葵優衣、桐生更紗、壬生棗，而這些人也剛好都是來到慎悟班級就讀的轉學生。就在慎悟與轉學生們一起聊彼此的初戀時，優衣突然提出「初戀協定」，眾人便約定誰能最先與戀人一起參加夏日祭典「二子多摩祭」。

## 角色
葵慎悟
本作的男主角，鷹津東學園的學生。
出雲櫻子（聲優：萌花ちょこ）
身高：156cm，三圍：B83/W56/H82，生日：7月27日，血型：AB型
慎悟的鄰居和同學。由於有對人恐懼症導致經常轉學而沒有朋友，為了能順利與人交流而特地準備筆記。
葵優衣（聲優：藤森ゆき奈）
身高：160cm，三圍：B82/W56/H84，生日：8月8日，血型：A型
慎悟的雙胞胎妹妹，原本就讀女校並且住宿，因為不喜歡宿舍規定而轉學並且與哥哥同住。
桐生更紗（聲優：秋野花）
身高：162cm，三圍：B86/W58/H87，生日：9月10日，血型：B型
慎悟的鄰居和同學，出身在歷史悠久地主的大小姐。
壬生棗（聲優：赤井いちご）
身高：150cm，三圍：B85/W55/H85，生日：5月18日，血型：O型
慎悟的鄰居和同學，出身水上村，由於廢校而轉學。
花上花（聲優：shizuku）
慎悟的同學和朋友。

## 主題曲
片頭曲「My First Love」
作詞：中山マミ，作曲、編曲：Meis Clauson，主唱：Duca
出雲櫻子片尾曲「Dear My Lover」
作詞：m@o、maru，作曲、編曲：maru，主唱：Rita
葵優衣片尾曲「Primula.」
作詞：Lira、maru，作曲、編曲：maru，主唱：m@o
桐生更紗片尾曲
作曲、編曲：maru，作詞、主唱：kaoru
壬生棗片尾曲「Girly Side」
作詞：m@o、maru，作曲、編曲：maru，主唱：KANAMI

## 外部連結
- PC版官方網站（页面存档备份，存于）Aries（日語）
- App版官方網站（页面存档备份，存于）萌えAPP（日語）